# L'últim vot
L'últim vot (anglès: Swing vote) és una comèdia americana del 2008 sobre l'elecció presidencial als EUA determinada pel vot d'un sol home. Va ser dirigit per Joshua Michael Stern, i protagonitzat per Kevin Costner, Paula Patton, Kelsey Grammer, Dennis Tremuja, Nathan Lane, Stanley Tucci, George Lopez i Madeline Carroll. La pel·lícula va ser estrenada l'1 d'agost de 2008. S'ha doblat al català oriental central; també s'ha editat una versió doblada al valencià per a À Punt.

## Repartiment
- Kevin Costner com Ernest "Bud" Johnson
- Madeline Carroll com Molly Johnson, filla de Bud
- Paula Patton com Kate Madison, reporter de notícies
- Kelsey Grammer com a president Andrew "Andy" Boone, Republicà incumbent
- Dennis Hopper com Donald "Don" Greenleaf, candidat Democràtic
- Nathan Lane com Crumb, director de campanya de Greenleaf
- Stanley Tucci com Martin "Marty" Guineu, director de campanya de Boone
- Mare Winningham com Larissa Johnson
- Nana Visitor com Galena Greenleaf